# Иво Йончев
Иво Йончев е български актьор. От 2000 г. участва в различни реклами, телевизионни сериали, филми и театрални постановки, като паралелно с това управлява проекти в сферата на маркетинга и рекламата.

## Биография
Завършва средното си образование през 2004 г. в гр. Плевен и веднага след това е приет в Нов Български Университет със специалност „Актьорско майсторство за театрално и филмово изкуство“ в класа на проф. Цветана Манева и проф. Васил Димитров.
По време на обучението си преминава през допълнителни специализации по актьорско майсторство при проф. Крикор Азарян, Христо Мутафчиев и Снежина Петрова, както и по режисура при проф. Възкресия Вихърова и Десислава Шпатова. От 2008 г. е бакалавър по специалността и активно се занимава с професията.

## Професионален опит
От 2000 г. до 2002 г. играе в младежката трупа на читалище ЛИК, гр. Плевен и взима участие в 2 представления.
От 2001 г. до 2004 г. играе в младежката трупа на ДКТ Иван Радоев, Плевен и получава една от главните роли в постановка, играла се 4 сезона на голямата сцена на театъра и спечелила награда за най-добро дебютно представление от Друмеви театрални празници „Нова българска драма“.
По време на обучението си в НБУ (2004 – 2008 г.) участва в няколко постановки на сцената на Нов драматичен театър „Сълза и смях“, Театрална работилница „Сфумато“ и Университетски театър на НБУ.
През 2006 г. печели кастинг за водещ на предаването „Искамм“ по музикалния канал MM (телевизия) и работи там до закриването на медията.
През 2011 г. прави режисьорския си дебют с иновативно театрално представление, съчетаващо театъра и психологията – „Когато котката я няма“ по текстове на Дж. Мортимър и Бр. Кук. Постановката се играе на различни сцени в страната в продължение на 4 години.
По-голяма популярност придобива след участието си в 4 от 5те сезона на ТВ сериала „Под прикритие“ в ролята на инспектор Манолов от ГДБОП (2011 г. – 2015 г.)

### Театрални постановки
- „Агенти“ – реж. Владимир Пенев, продуцент ДТ „Васил Друмев“, Шумен
- „Когато котката я няма“ – реж. Иво Йончев, психолог Снежина Стоянова, по текстове на Джон Мортимър и Браян Кук
- „Амарантос“ – реж. Възкресия Вихърова, автор Димитър Кабаков, Нов драматичен театър „Сълза и смях“, София
- „Градината“ – адаптация на Три Сестри по Чехов, текст Снежина Петрова, реж. Десислава Шпатова, Театрална работилница „Сфумато“, София
- „Рикошетът на Морфей“ – реж. Светослав Каменов „Даки“, ДКТ Иван Радоев, Плевен
- „Любовни авантюри“ – реж. Влъчко Вълчешки, Читалище ЛИК, Плевен

### Телевизионни продукции
- Братя (2021 от 3 сезон) -  Ангел  Михайлов-инспектор от ГДБОП - Българска криминална драма, реж. Николай Илиев
- „Можеш ли да убиваш“ (2019) – Чаво
- „Безкрайната Градина“ – игрален филм България, реж. Галин Стоев
- „Столичани в повече“ – ТВ сериал България
- „Връзки“ – ТВ Сериал България, реж. Виктор Божинов
- „Под прикритие“ – Иво Манолов-инспектор от ГДБОП, ТВ Сериал България
- „ИскаММ“ – музикално телевизионно предаване по музикалния канал MM (телевизия)

## Опит в сферата на рекламата и търговията
- Ръководител на проекти в международна телекомуникационна компания
- Главен изпълнителен директор на рекламна агенция „Complete Agency“
- Ръководител на проекти в рекламна агенциия „Pro Ad“
- Регионален търговски представител на офталмологични продукти и услуги в „Юнайтед Вижън“ – 2010 г. – 2011 г.
- Мениджър BTL реклама в рекламна агенция „TTL“ (Trough The Line) – 2008 г. – 2010 г.
- Супервайзор на промо екипи за марките Jim Beam, Aftershock, Famous Grouse, British American Tobacco, част от клиентите на „Ogilvy Action“ – 2007 г. – 2009 г.
- Промоутър на марките Marlboro, Parliament, LM и Virginia Slims, част от портфолиото на „Philip Morris Bulgaria“ – 2008 г.
- Регионален търговски представител на кафе „Lavazza“ – 2006 г. – 2008 г.
- Регионален търговски представител на „Action Aquapark“ – 2004 г. – 2006 г.

## Курсове и допълнителни обучения
- Курс по „Бизнес анализ при менажиране на проекти в сферата на маркетинга“ – 2015 г.
- Курс + сертификат от консултантска компания „H Vision“ за завършен тренинг по Продажбени умения, част от програмата „Outstanding Customers Delight“ – 2013 г.
- Курс по портретна, рекламна и външна фотография + редакция на снимки с Adobe Photoshop във фотографска агенция „Great Photo Art“ – 2011 г.
- Курс в Министерство на културата на България за управление и финансиране на проекти в сферата на културата – 2011 г.
- Обучение по „Дистрибуция и продажба на кафе продукти“ от Регионалния търговски мениджър за Европа на кафе „Lavazza“ – 2008 г.
- Професионален курс по операторско майсторство и монтаж на видео с Adobe Premiere в MM (телевизия) – 2006 г.